# Pónilovak
A póni szó gyűjtőfogalom, amely általánosságban a kis termetű lovakat jelöli. A pónilovakat kitenyésztésük foka, testrészeik egymáshoz viszonyított aránya, környezethez való viszonyuk és használati értékük alapján különböztetjük meg a faj többi egyedeitől.  
Méretük szerint olyan lópopulációk, amelyek marmagassága bottal mérve a 148 cm-t sem haladja meg. A nemzetközi pónikongresszus ajánlása alapján a 122 cm marmagasság alatt lévő lovakat a pónikhoz, a 148 cm-nél alacsonyabbakat a kislovakhoz soroljuk. 
Többféle póni létezik, színük, jegyeik megegyezőek a lovakéval, és akár ugyanazokra a sportágakra is lehet alkalmazni őket. A pónik általában vérmérsékletüket tekintve melegvérűek.

## Általános jellemzőik
A pónik törzshossza meghaladja a marmagasságot, a lovaknál ez fordítva van. A nagylovakénál mélyebb mellkasuk van, csontozatuk erősebb, mint az testalkatukból következne. Külső megjelenésükre a zömök alkat, dús sörény, üstök és farokszőrzet jellemző. Télen vastagabb bundaszerű, tömött, hosszú, esetenként göndör szőrt növeszthetnek, primitívebb fajoknál téli zsírpárna alakul ki. Jó takarmányértékesítők és hústartók. Méretükhöz képest nagy terhek elmozdítására alkalmasak, régebben a bányászatban alkalmazták őket teherbírásuk miatt csillék vontatására. Mára főként hobbilóként hasznosítják gyermekek lovagoltatásához.

## Kategóriák

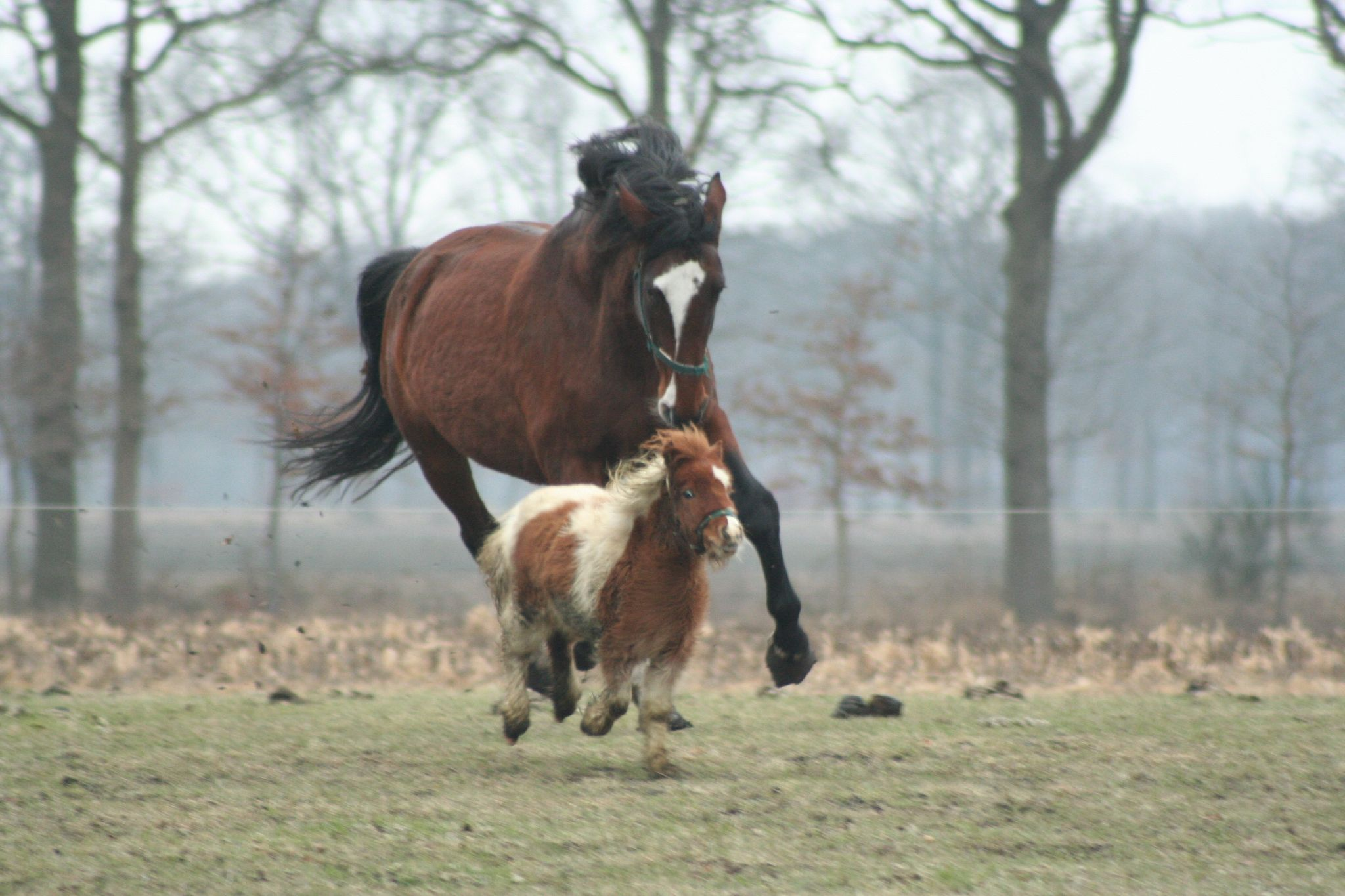
Normál méretű ló és póni

A pónilovakat méreteik szerint öt kategóriába sorolhatjuk.
1. A kategória: 117 cm alatt,
2. B kategória: 117 cm - 127 cm között,
3. C kategória: 127 cm - 137 cm között,
4. D kategória: 137 cm - 146 cm között,
5. E kategória: 146 cm - 157 cm között,

## Pónifajták listája
| Ábécé szerinti tartalomjegyzék                                                                           |
| --- |
| A, Á B C Cs D Dz Dzs E, É F G Gy H I, Í J K L Ly M N Ny O, Ó Ö, Ő P Q R S Sz T Ty U, Ú Ü, Ű V W X Y Z Zs |

## A
- Abesszíniai póni
- Ainos póni
- American Gaited póni

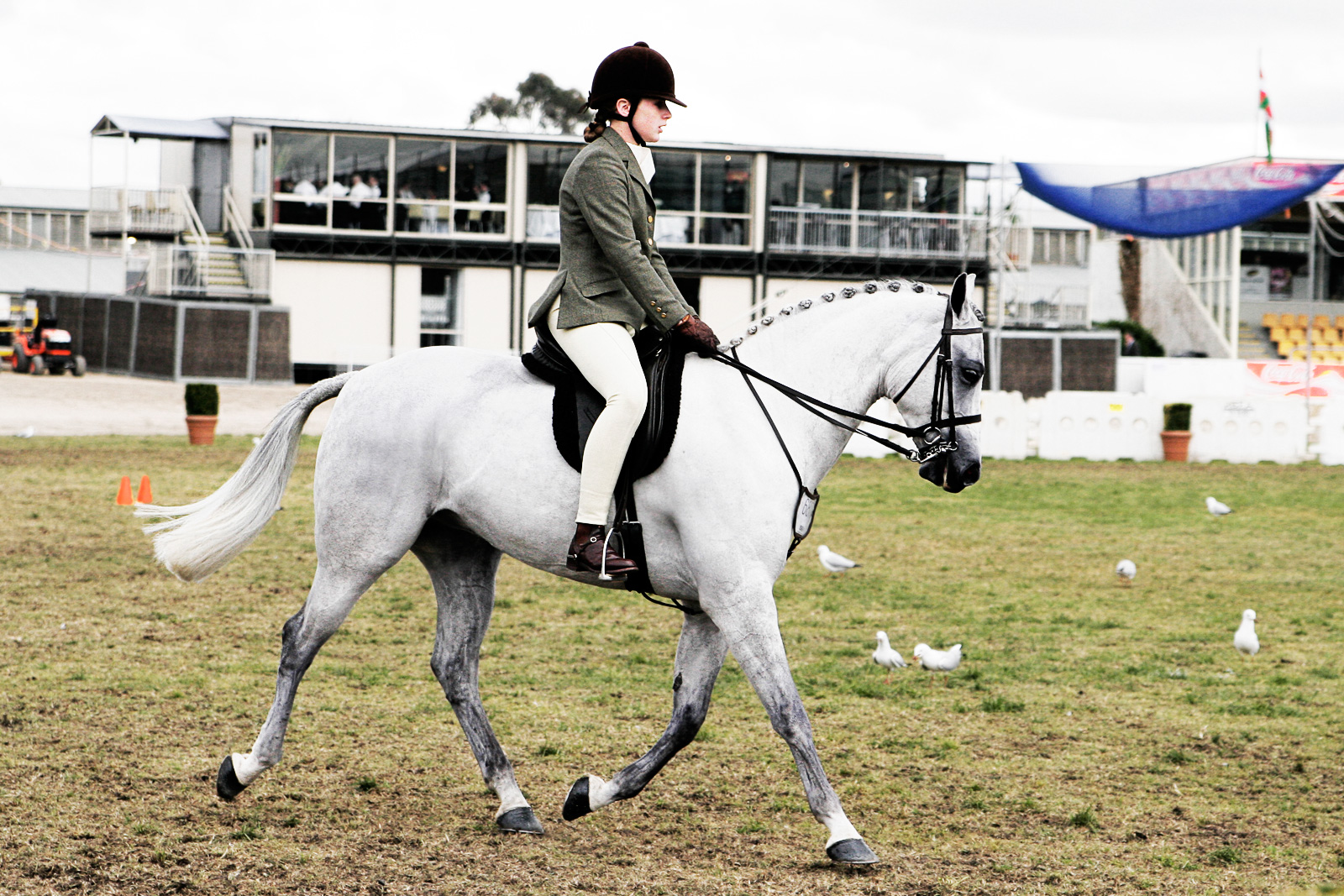
Ausztrál póni

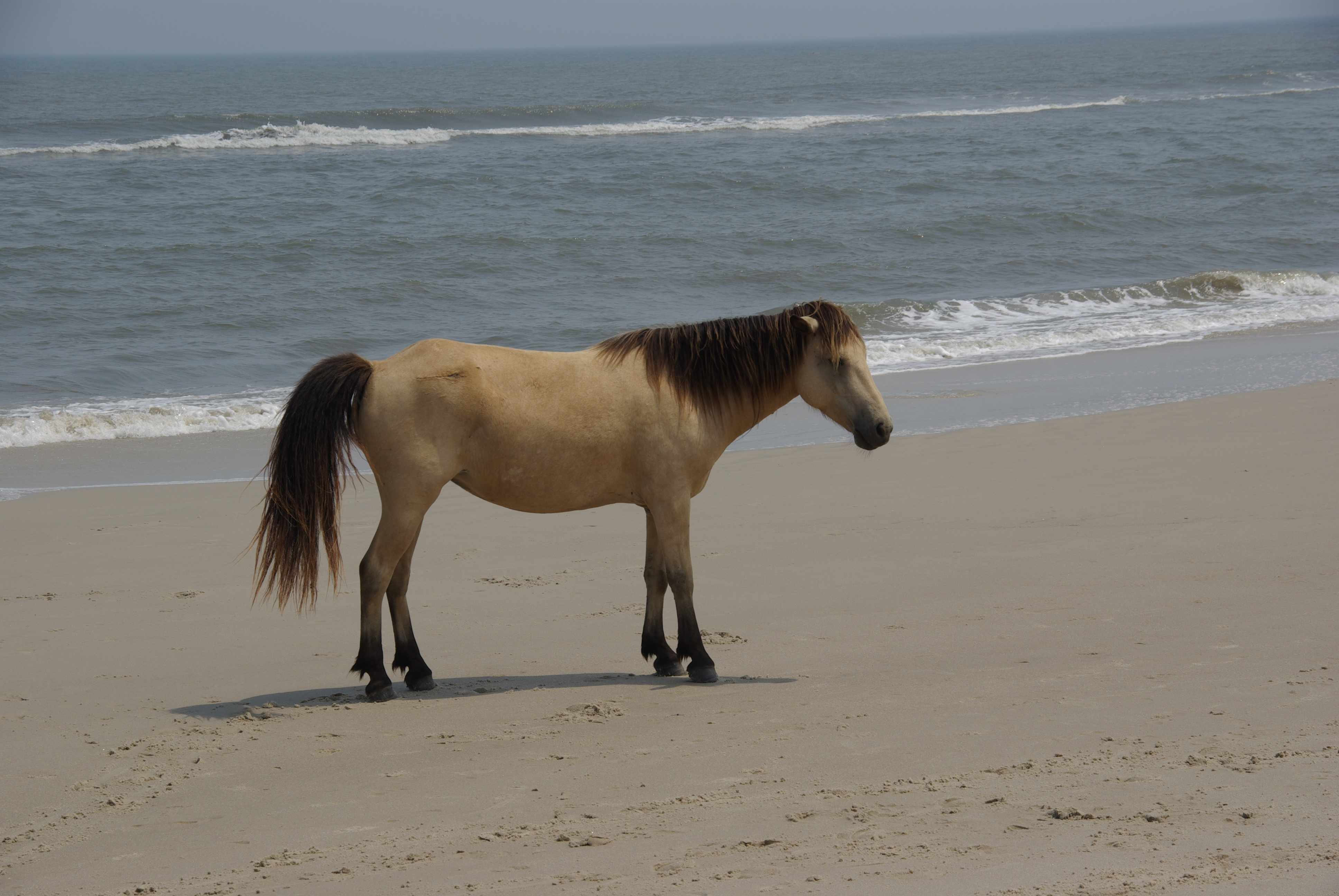
Assateague póni

- American Show Pony - Shetlandi póni
- Amerikai Miniatűr ló
- Amerikai póni
- Amerikai Quarter póni
- Amerikai sétáló póni
- Angol hátaspóni
- Adayev
- Ariegeois
- Assateague póni
- Ausztrál póni

## B

Bashkir curly póni

- Baleár póni
- Banker póni
- Bardigiano póni
- Bashkir póni
- Bashkir curly póni
- Batak póni
- Bhirum póni
- Brit Pettyes póni
- Burmese póni vagy Shan póni

## C

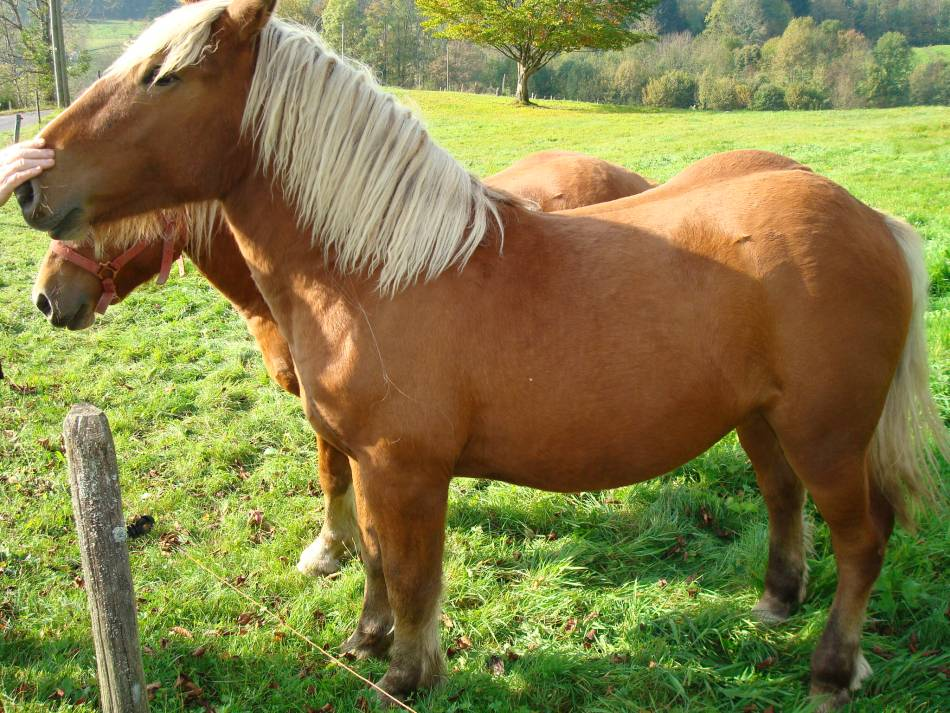
Comtois póni

- Camargue-i ló
- Chickasaw póni
- Comtois póni
- Connemara póni

## D

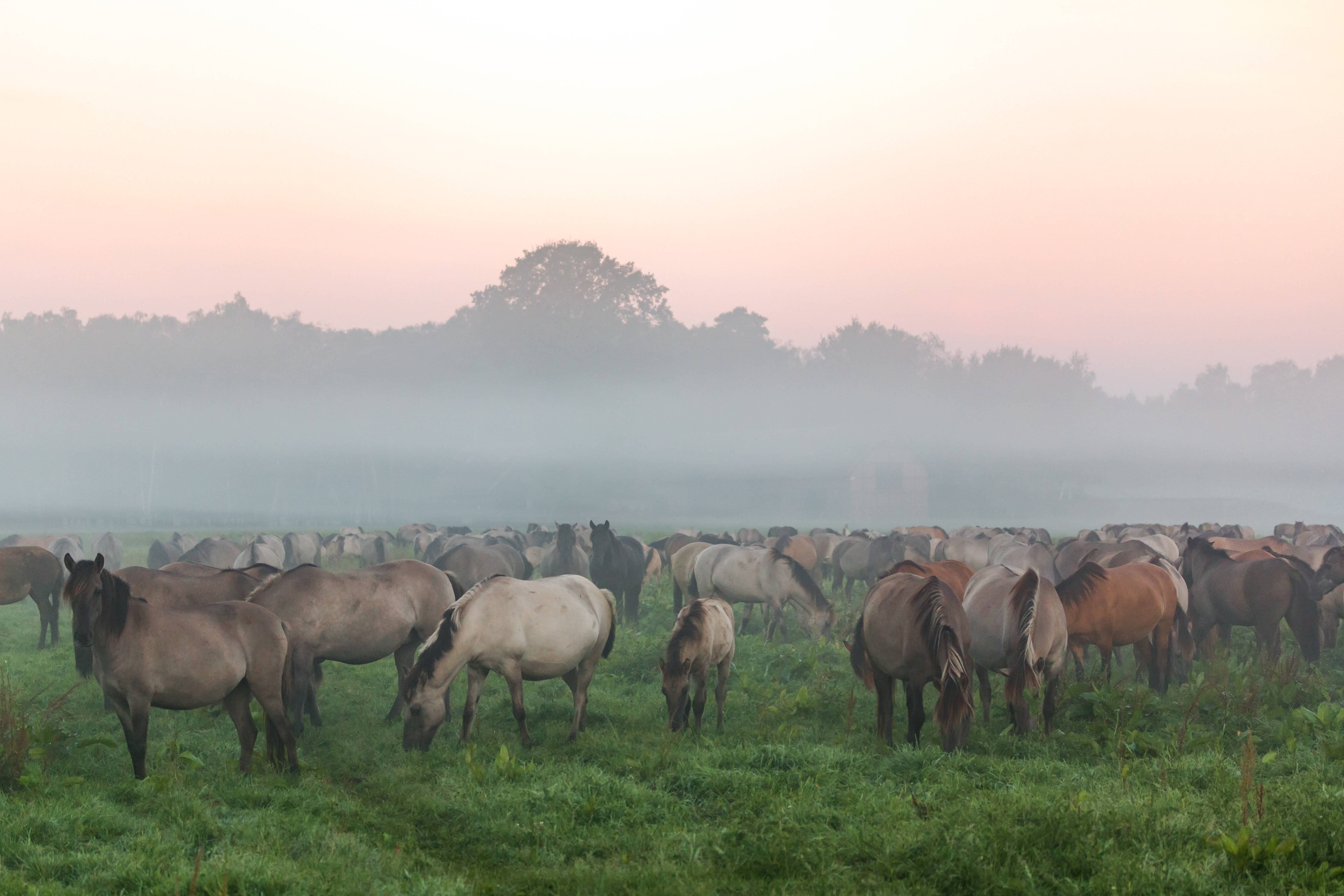
Dülmeni pónik

- Dales póni
- Dartmoor póni
- Döle Trotter
- Dülmeni póni

## E

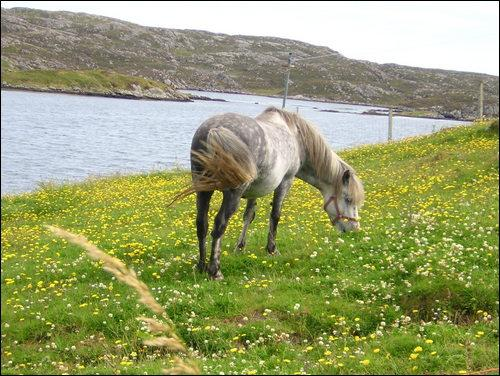
Eriskay póni

- Eriskay póni
- Exmoor póni

## F
- Feröer póni
- Falabella
- Fell póni

## G
- Galíciai póni
- Galloway póni
- Gotland póni
- Guangxi póni)
- Gypsy Vanner – Tinker póni

## H

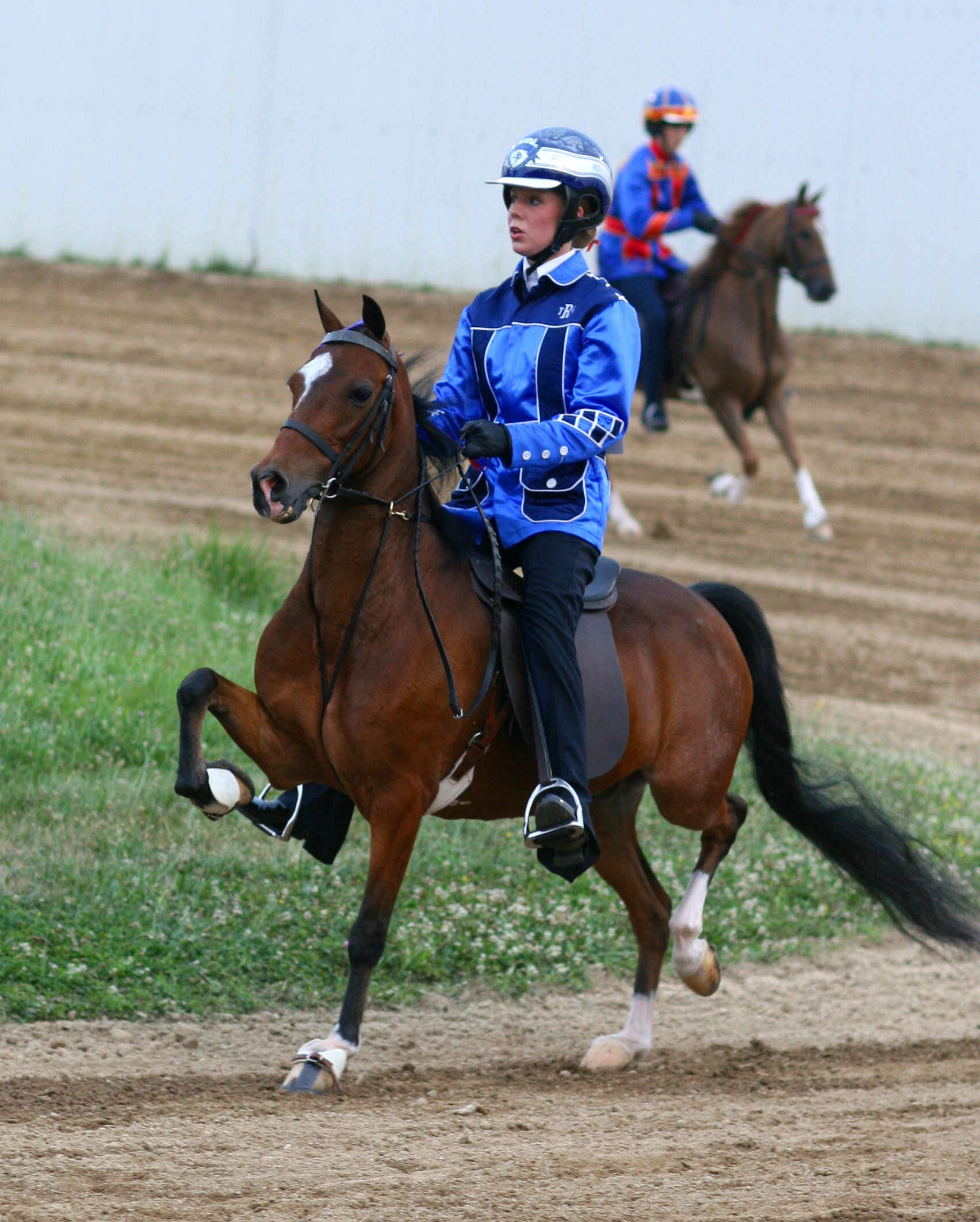
Hackney póni

- Hackney póni
- Haflingi kisló
- Highland póni
- Hokkaido póni

## I
- Izlandi póni

## J
- jakut póni
- Jávai póni
- Jugoszláv hegyi póni

## K
- Kaszpi póni
- Kerry Bog Póni
- Kínai póni
- Kirdi póni
- Konyik

## L
- Landes-i póni
- Lundy póni

## M

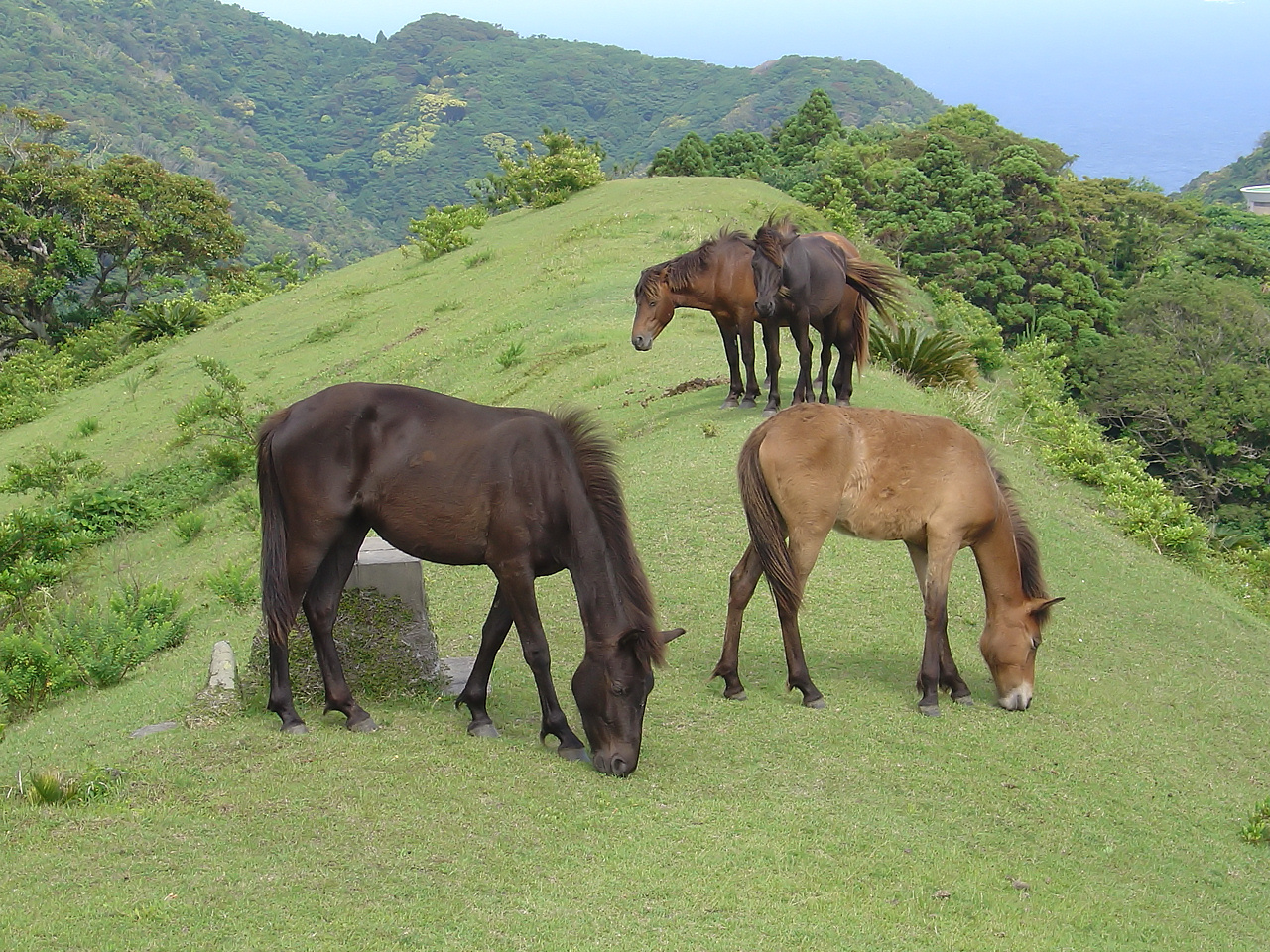
Misaki póni

- Misaki póni

## N

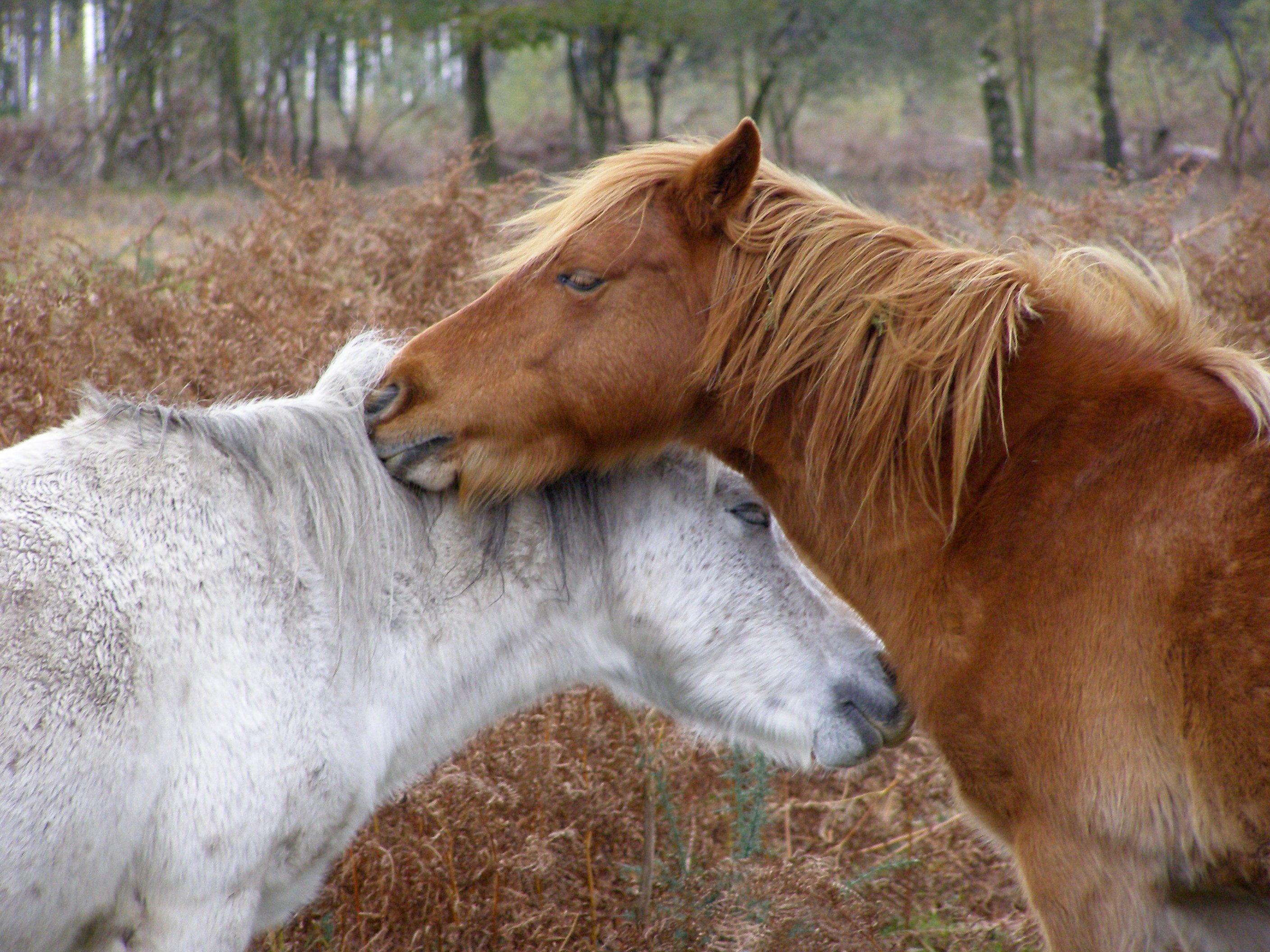
New forrest póni

- Nafan más néven Tibeti póni
- Narym póni
- Német lovagló-póni
- New forest póni
- Newfoundland póni
- Noma
- Nooitgedacht póni
- Norvég póni
- Nyugat-Szudáni póni

## O
- Ocracoke

## P

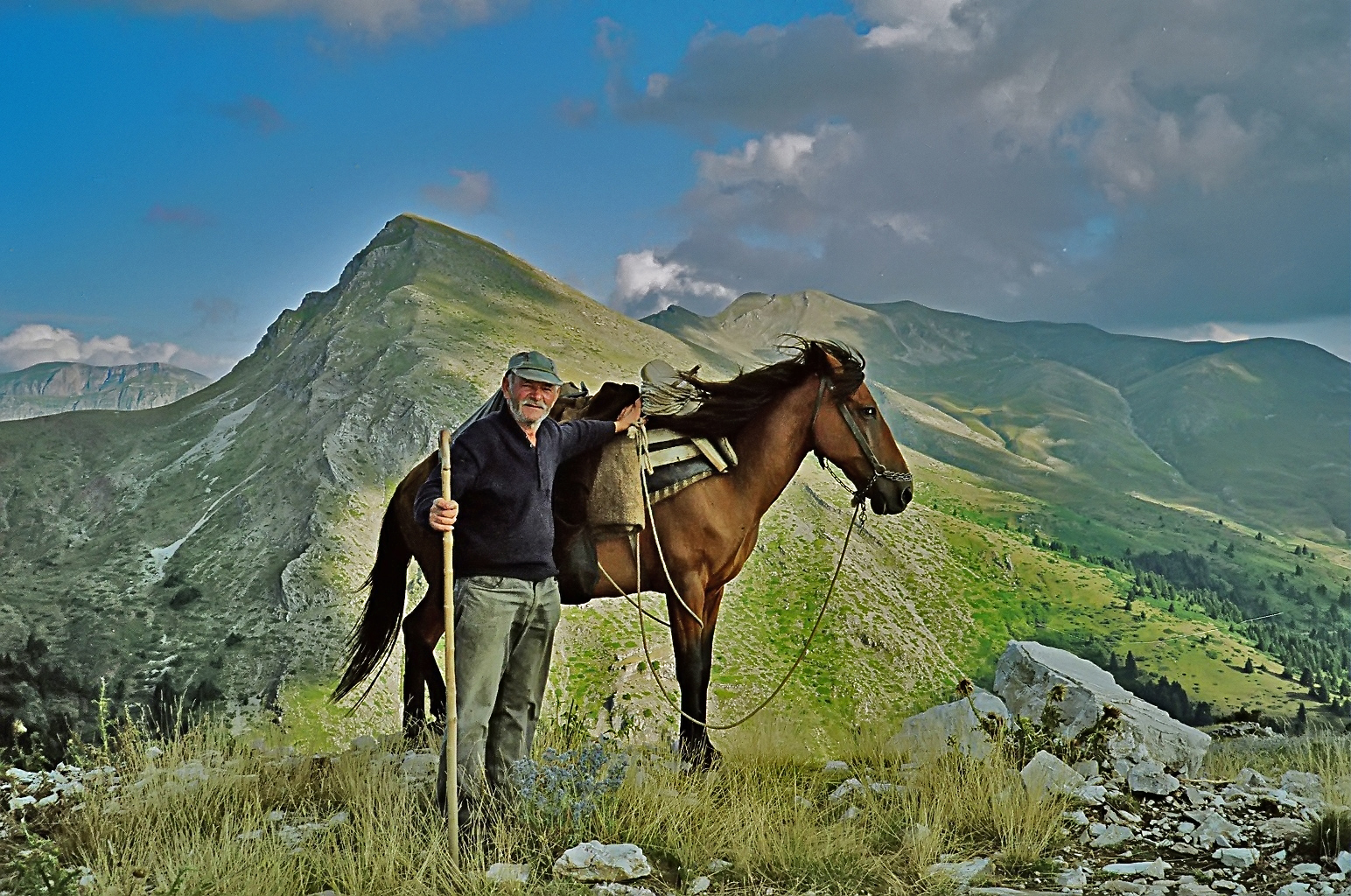
Pindos póni

- Peneia
- Pindos póni
- Póló póni

## R
- Riwoche

## S

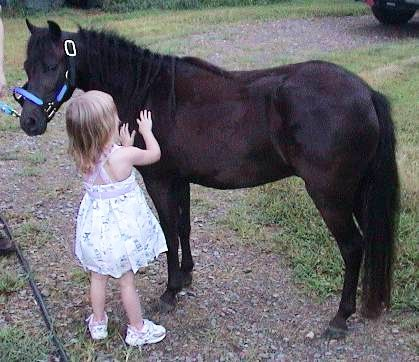
Shetlandi póni

- Sable szigeti póni
- Sandalwoodi póni - Sandalwood
- Senner póni
- Shetlandi póni
- Spiti póni
- Sumba és Sumbawa póni
- Sunicho póni
- Szomáli póni

## T

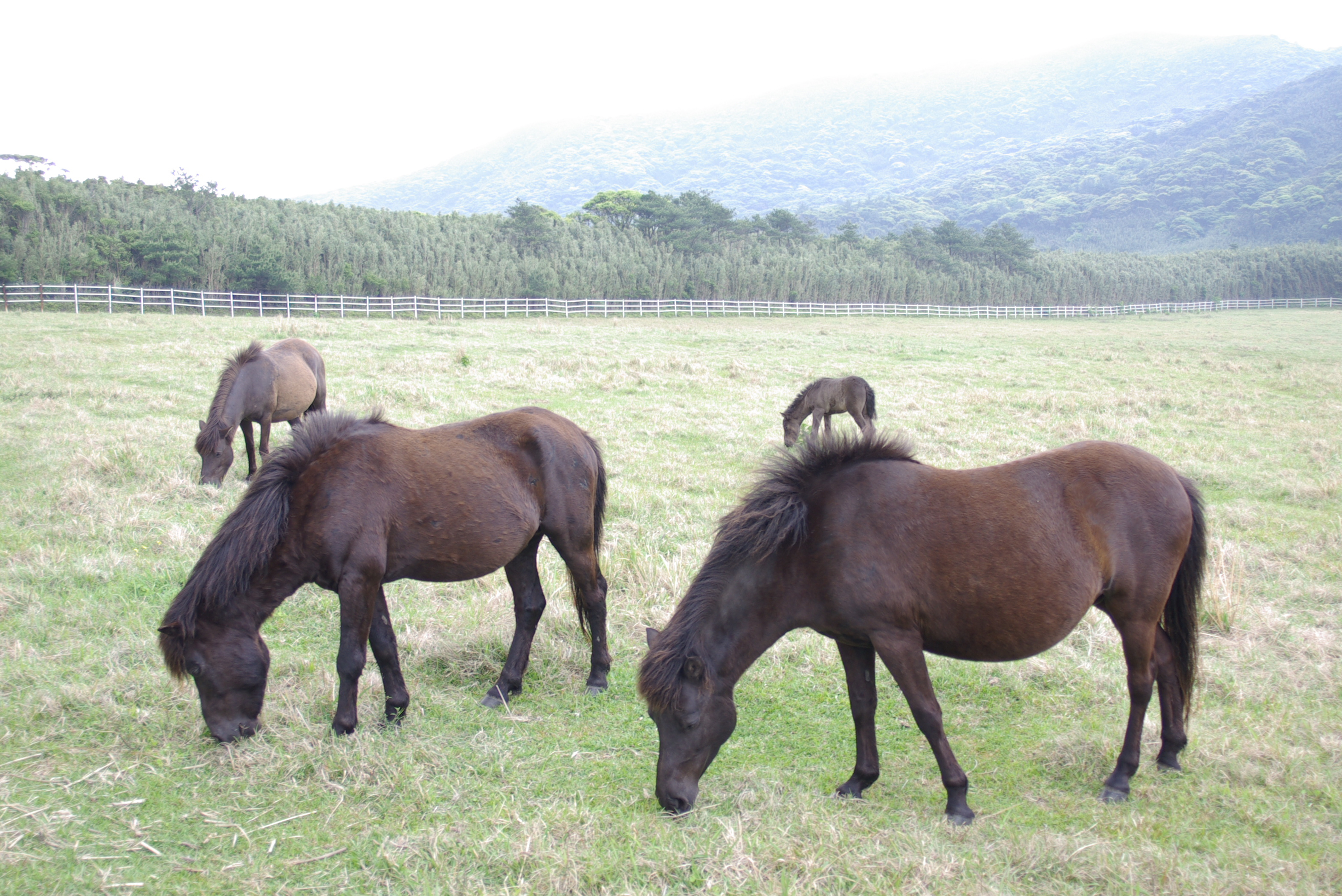
Tokara póni

- Tavda
- Timor póni
- Tokara póni

## V
- Vesztfáliai póni

## W

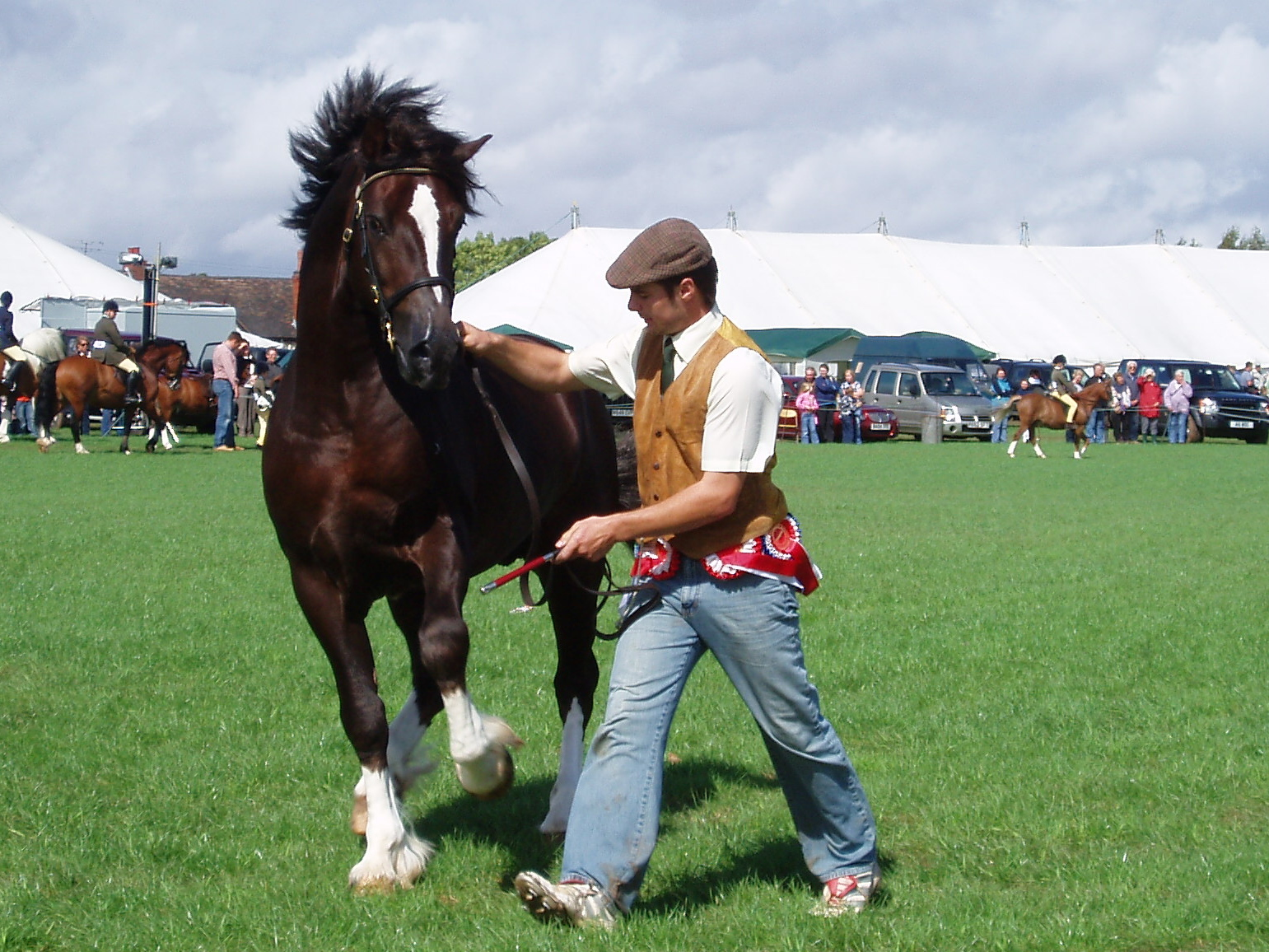
Welsh Cob póni

- Welara
- Welsh Cob póni
- Weser-Ems póni
- Wels mountain póni
- Wels riding póni

## Y
- Yakut póni
- Yanqi póni
- Yonaguni

## Z
- Zaniskari póni
- Zemaituka

## Díjlovaglás

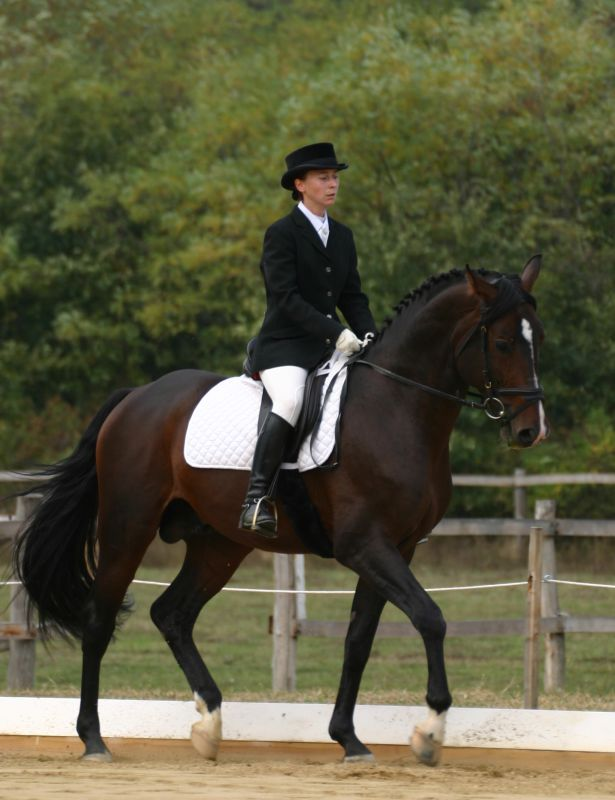

A világ egyre több helyén kezdték el a kis lovakkal, pónikkal való versenyzést. Ennek egy formája a díjlovaglás. A díjlovaglás során a ló és a lovas együttműködését, reakcióit illetve a harmóniát keresik, pontozzák a zsűrik. Általában a pónikkal (148 cm-ig) ifik vagyis juniorok versenyeznek, de van olyan is, hogy felnőtt akár haladó lovas is induljon kislóval.